# NGC 1280
NGC 1280 è una galassia a spirale situata nella costellazione della Balena, a una distanza di circa 320 milioni di anni luce dalla nostra Via Lattea.

## Scoperta
La galassia è stata scoperta il 19 dicembre 1881 dall'astronomo francese Édouard Stephan.

## Descrizione
NGC 1280 ha una classe di luminosità III e presenta una larga riga a 21 cm dell'idrogeno neutro.
Il database SIMBAD la considera una galassia attiva e la classifica come LINER, cioè una galassia il cui nucleo presenta uno spettro di emissione caratterizzato da larghe righe di atomi debolmente ionizzati.